# Wadim Michailowitsch Pappé
Wadim Michailowitsch Pappé (russisch: Вади́м Миха́йлович Па́ппе́, Vadim Michajlović Pappé; * 17. April 1942) ist ein russischer Kunsthistoriker und Enzyklopädieautor.

## Leben
Pappés Familie stammt aus dem Elsass. Wadim Pappé ist in einer Moskauer Schauspielerfamilie aufgewachsen, absolvierte die Hochschule des Moskauer Künstlertheaters Schkola-Studia MChAT als Bühnenbildner, arbeitete im Museum des MChAT. Ab 1976 war Wadim Pappe der Ressortleiter im Verlag Große Sowjetische Enzyklopädie, der später in Große Russische Enzyklopädie umbenannt wurde.
Wadim Pappé ist Autor mehrerer hundert Artikel zur Architektur, Malerei und Choreografie, über Künstler internationalen Rangs, Ballett-Tänzer, Theater-  und Filmschauspieler, über europäische Städte, Theaterhäuser und Theaterfestivals, die in den Enzyklopädien „Ballett“, „Russisches Ballett“, „Russische Schauspielkunst“, „Große Russische Enzyklopädie“, „Enzyklopädisches Wörterbuch des Films“ und andere sowie in den Zeitungen und Zeitschriften erschienen sind. Außerdem ist Wadim Pappe Redakteur von Artikeln über das Theater, Kino und die Architektur in der Großen Sowjetischen Enzyklopädie und Großen Russischen Enzyklopädie sowie Urheber zahlreicher Fotografien zu den Beiträgen in diesen Veröffentlichungen.
Wadim Pappé ist Autor des Buches „2500 choreographische Premieren des 20. Jahrhunderts: 1990–1945“ („2500 хореографических премьер XX века, 1900–1945: энциклопедический словарь“; in Zusammenarbeit mit W.A.Kulakov; Moskau, Verlag Deka-WS, 2008)
Wadim Pappé verließ am 28. Juni 2012 seinen Arbeitsplatz, kehrte aber nicht nach Hause zurück. Sein Verbleib seither ist ungewiss.